# Martino del Cassero
Martino del Cassero o Martino da Fano, latinizzato come Martinus de Fano (Fano, 1190 circa – Bologna, 1272 circa) è stato un giurista e notaio italiano.

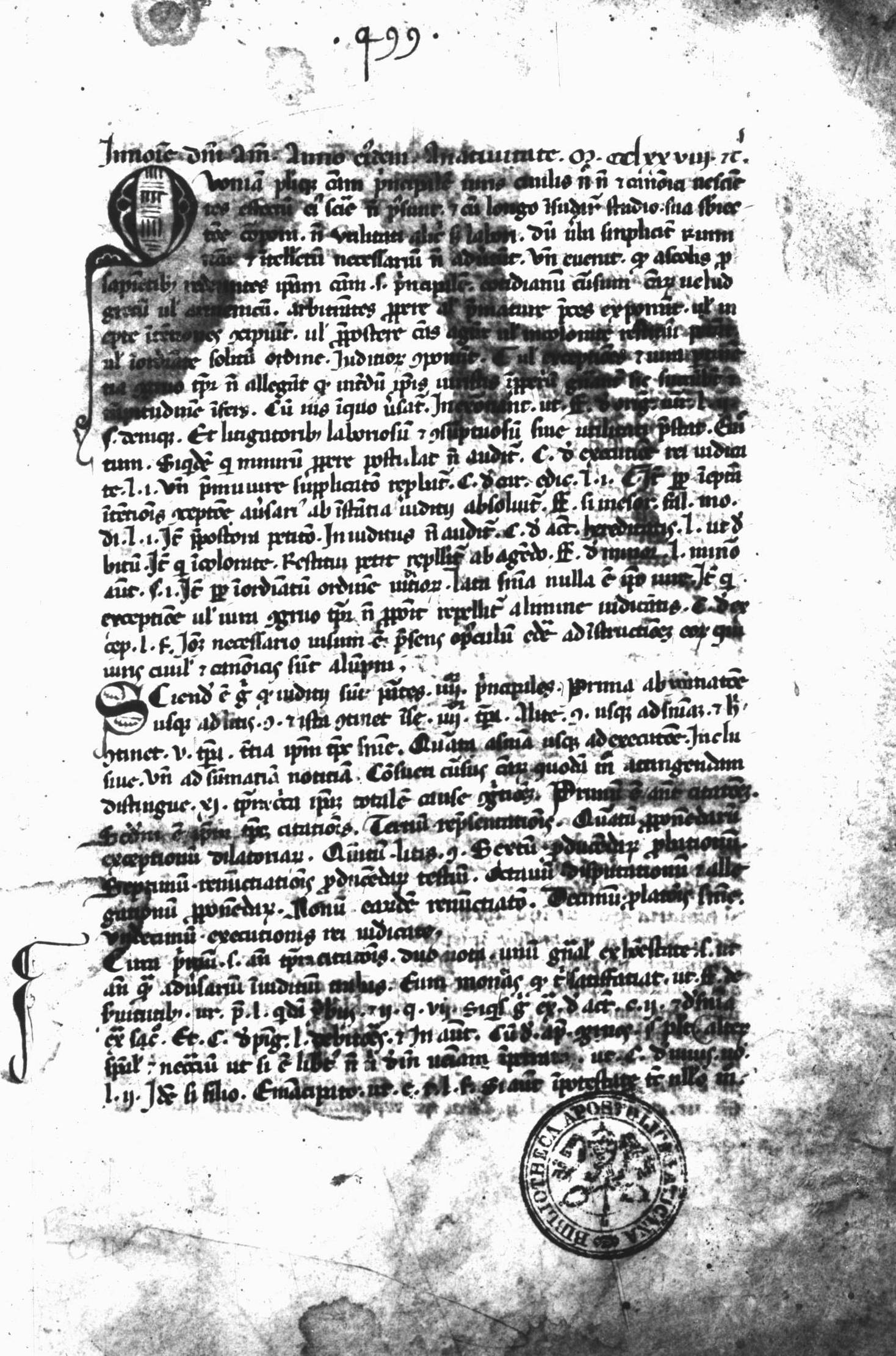
Ordo iudiciorum, manoscritto, XII secolo. Città del Vaticano, Biblioteca Apostolica Vaticana.

Fu un giureconsulto e professore di diritto. Insegnò ad Arezzo (ove fu eletto "rector") insieme a Bonaguida d'Arezzo, e Modena, poi divenne podestà di Genova nel 1260. In tarda età entrò a far parte dell'ordine dei Domenicani.
Redasse un formulario notarile nel quale raccordava diritto romano, consuetudini, usi feudali e statuti.

## Opere
- De homagis
- Formularium super contractibus
- Ordo judiciarius
- De modo studendi

### Manoscritti
- Ordo iudiciorum, XII secolo, Città del Vaticano, Biblioteca Apostolica Vaticana, Fondo Palatino latino, Pal. lat. 571,  ff. 26r-31v.
- De exceptionibus impedientibus litis ingressum, XII secolo, Città del Vaticano, Biblioteca Apostolica Vaticana, Fondo Palatino latino, Pal. lat. 571,  f. 31v.
- Formularium super contractibus et libellis de facto sepius accidentibus, XII secolo, Città del Vaticano, Biblioteca Apostolica Vaticana, Fondo Palatino latino, Pal. lat. 571,  ff. 32r-59r.